# Alsodes neuquensis
Espèce
Synonymes
- Alsodes gargola neuquensis Cei, 1976

Alsodes neuquensis est une espèce d'amphibiens de la famille des Alsodidae.

## Répartition
Cette espèce est endémique des plateaux volcaniques de Lonco Luan dans la province de Neuquén en Argentine.

## Étymologie
Son nom d'espèce, composé de neuquen et du suffixe latin -ensis, « qui vit dans, qui habite », lui a été donné en référence au lieu de sa découverte.

## Publication originale
- Cei, 1976 : Remarks on some neotropical amphibians of the genus Alsodes from southern Argentina. Atti della Società italiana di scienze naturali e del museo civico di storia naturale di Milano, vol. 117, no 3/4, p. 159-164.